# Laura Dahlmeierová
Laura Dahlmeierová (22. srpna 1993 Garmisch-Partenkirchen – 28. července 2025 Laila Peak, Pákistán) byla německá biatlonistka, dvojnásobná olympijská vítězka, sedminásobná mistryně světa a vítězka celkového hodnocení světového poháru ze sezóny 2016/2017. Byla rovněž několikanásobnou medailistkou z juniorských šampionátů. Ve světovém poháru ovládla dvacet individuálních závodů, první z nich Novém Městě na Moravě v sezóně 2014/2015. Třináctkrát triumfovala jako členka německé štafety. 
Profesionální kariéru ukončila 17. května 2019, když uvedla, že již k biatlonu necítí stoprocentní vášeň. Poté se začala věnovat alpinismu. V roce 2023 se stala certifikovanou horskou vůdkyní. Dne 28. července 2025 ji při horolezecké expedici v pákistánském pohoří Karákóram ve výšce přibližně 5 700 metrů zasáhl skalní sesuv. Záchranné operace ztěžovaly náročné podmínky na hoře Laila Peak, kvůli čemuž nebylo možné se na místo dostat vrtulníkem. Dne 30. července její tým uvedl, že zemřela. Kvůli obtížné přístupnosti bylo její tělo ponecháno na místě. Ve své poslední vůli totiž uvedla, že by v takovém případě neměl nikdo riskovat svůj život.

## Výsledky
Jedním z jejích největších úspěchů je zlato z ženské štafety na Mistrovství světa v biatlonu 2015 ve finském Kontiolahti. Na stejném mistrovství pak získala stříbrnou medaili ze stíhacího závodu. Na Mistrovství světa v biatlonu 2016 v norském Oslu nejprve získala ve sprintu bronzovou medaili, aby se v následné stíhačce dokázala zlepšit a celý závod po bezchybné střelbě ovládnout. Později přidala stejnou medaili ve vytrvalostním závodě a v ženské štafetě. V závěrečné disciplíně závodu s hromadným startem pak ve finiši porazila Finku Kaisu Mäkäräinenovou a ukořistila stříbrnou medaili.
Zlatou medailí zahájila šampionát v rakouském Hochfilzenu v roce 2017, když triumfovala společně s německou smíšenou štafetou. O den později přidala další medaili, když ve sprintu získala stříbrnou medaili. Následně obhájila titul ze stíhacího závodu, když v závodu jen jednou chybovala, a stejný počet chyb ji zajistil i titul mistryně světa ve vytrvalostním závodu. Čtvrtou zlatou medaili na šampionátu získala s ženskou štafetou. Povedený šampionát korunovala ziskem páté zlaté medaile z Hochfilzenu, když triumfovala v závěrečné disciplíně závodu s hromadným startem.

### Olympijské hry a mistrovství světa
Dahlmeierová reprezentovala Německo na dvou zimních olympijských hrách a pěti biatlonových mistrovstvích světa.
Pod olympijskými kruhy jsou jejím nejlepším výsledkem v závodech jednotlivců zlaté medaile ze sprintu a stíhacího závodu ze pchjongčchangské olympiády, ke kterým přidala bronz z vytrvalostního závodu.
Na světových šampionátech získala celkem patnáct cenných kovů z dvaadvaceti závodů, do kterých v kariéře nastoupila, z toho sedm zlatých. Poprvé se radovala v roce 2015 v Kontiolahti, kde byla členskou vítězné ženské štafety a v stíhacím závodě dojela druhá. Individuální mistryní světa se poprvé stala o rok později v Oslu, kde ovládla právě stíhací závod. Jejím nejúspěšnějším mistrovstvím světa se stal šampionát v Hochfilzenu v roce 2017, kde suverénně ovládla všechny závody, do kterých nastoupila, s výjimkou sprintu, kde dojela druhá čtyři sekundy za Koukalovou. Stala se tak první ženou, která na jednom mistrovství získala pět zlatých medailí.
| Sezóna  | D   | Místo                | SP  | SZ  | HZ  | IZ  | ŠT  | SŠT | SZD | Věk    |
| ------- | --- | -------------------- | --- | --- | --- | --- | --- | --- | --- | ------ |
| 2012/13 | MS  | Nové Město na Moravě | –   | –   | –   | –   | 5.  | –   | –   | 19 let |
| 2013/14 | ZOH | Soči                 | 45. | 29. | –   | 13. | 10. | DSQ | –   | 20 let |
| 2014/15 | MS  | Kontiolahti          | 4.  | 2.  | 7.  | 6.  | 1.  | –   | –   | 21 let |
| 2015/16 | MS  | Oslo                 | 3.  | 1.  | 2.  | 3.  | 3.  | –   | –   | 22 let |
| 2016/17 | MS  | Hochfilzen           | 2.  | 1.  | 1.  | 1.  | 1.  | 1.  | –   | 23 let |
| 2017/18 | ZOH | Pchjongčchang        | 1.  | 1.  | 16. | 3.  | 8.  | 4.  | –   | 24 let |
| 2018/19 | MS  | Östersund            | 3.  | 3.  | 6.  | 4.  | 4.  | –   |     | 25 let |

Poznámka: Výsledky z mistrovství světa se započítávají do celkového hodnocení světového poháru, výsledky z olympijských her se dříve započítávaly, od olympijských her v Soči 2014 se nezapočítávají.

### Juniorská mistrovství
Zúčastnila se tří juniorských šampionátů v biatlonu. Celkově na těchto šampionátech získala tři zlaté medaile, z toho dvě byly individuální a jednu vybojovala se štafetou (všechny vybojovala na MSJ 2013 v Obertilliachu). K tomu ještě přidala jednu stříbrnou a dvě bronzové medaili.
| Sezóna  | D   | Místo                | SP  | SZ  | IZ  | ŠT | Věk    |
| ------- | --- | -------------------- | --- | --- | --- | -- | ------ |
| 2010/11 | MSJ | Nové Město na Moravě | 14. | 3.  | 12. | 3. | 17 let |
| 2011/12 | MSJ | Kontiolahti          | 37. | 34. | 16. | 6. | 18 let |
| 2012/13 | MSJ | Obertilliach         | 1.  | 2.  | 1.  | 1. | 19 let |

### Světový pohár

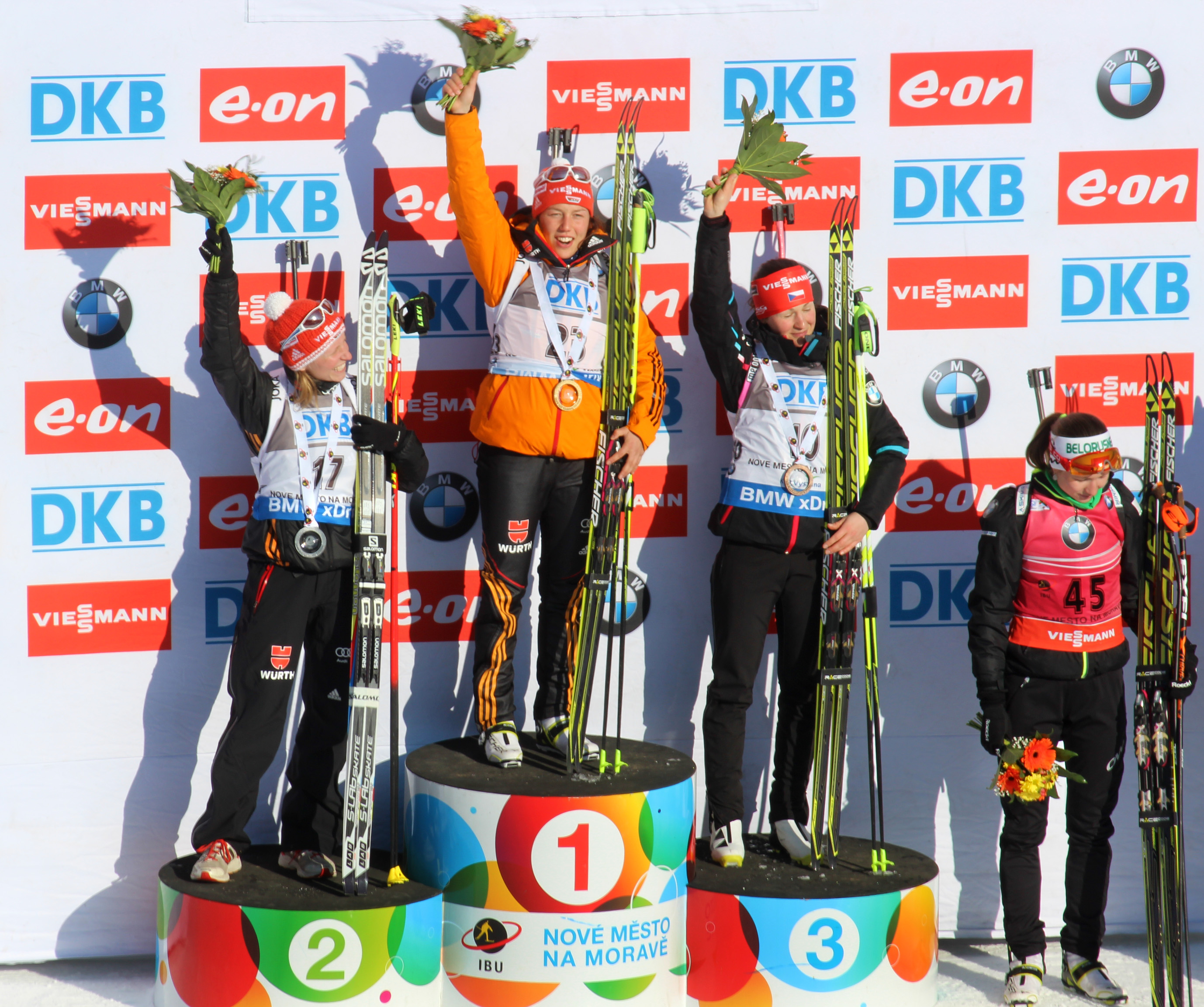
Laura Dahlmeierová (uprostřed) na stupních vítězů po sprintu žen v Novém Městě na Moravě v roce 2015

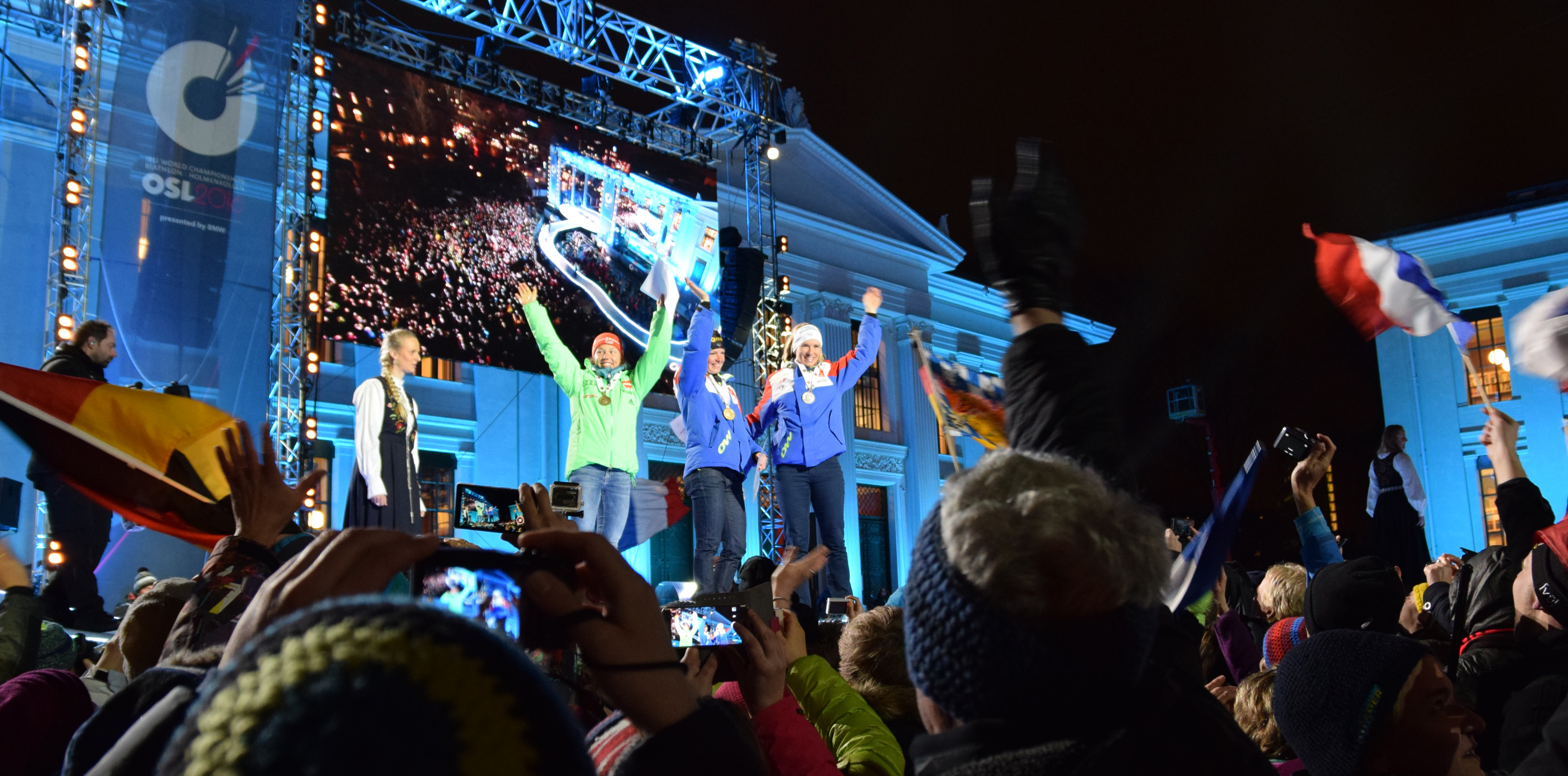
Laura Dahlmeierová (vlevo) na slavnostním vyhlášení po vytrvalostním závodě žen na MS 2016

Sezóna 2012/13
| ČSP              | Místo            | SP             | SZ  | HZ  | IZ  | ŠT | SŠT | STŘ |
| ---------------- | ---------------- | -------------- | --- | --- | --- | -- | --- | --- |
| 7.               | Oslo             | 7.             | 10. | 27. | –   | –  | –   | –   |
| 8.               | Soči             | 7.             | –   | –   | DNS | 1. | –   | –   |
| 9.               | Chanty-Mansijsk  | 12.            | 6.  | 7.  | –   | –  | –   | –   |
| Celkové umístění | Celkové umístění | 32.            | 36. | 29. | nkl | 3. | –   | 90% |
| Celkové umístění | Celkové umístění | 220 bodů (35.) |     |     |     | 3. | –   | 90% |

Sezóna 2013/14
| ČSP              | Místo            | SP             | SZ  | HZ  | IZ  | ŠT | SŠT | STŘ |
| ---------------- | ---------------- | -------------- | --- | --- | --- | -- | --- | --- |
| 1.               | Östersund        | 30.            | –   | –   | 13. | –  | –   | –   |
| 2.               | Hochfilzen       | 15.            | 25. | –   | –   | 2. | –   | –   |
| 3.               | Annecy           | 10.            | 5.  | –   | –   | 1. | –   | –   |
| 4.               | Oberhof          | –              | –   | 19. | –   | –  | –   | –   |
| 5.               | Ruhpolding       | –              | 14. | –   | 18. | 1. | –   | –   |
| 6.               | Anterselva       | 20.            | 7.  | –   | –   | –  | –   | –   |
| 7.               | Pokljuka         | 22.            | 43. | 28. | –   | –  | –   | –   |
| 9.               | Oslo             | 10.            | 11. | 6.  | –   | –  | –   | –   |
| Celkové umístění | Celkové umístění | 23.            | 14. | 14. | 12. | 1. | –   | 90% |
| Celkové umístění | Celkové umístění | 412 bodů (15.) |     |     |     | 1. | –   | 90% |

Sezóna 2014/15
| ČSP              | Místo                | SP            | SZ           | HZ           | IZ           | ŠT           | SŠT          | STŘ          |              |
| ---------------- | -------------------- | ------------- | ------------ | ------------ | ------------ | ------------ | ------------ | ------------ | ------------ |
| 1.               | Östersund            | nestartovala  | nestartovala | nestartovala | nestartovala | nestartovala | nestartovala | nestartovala | nestartovala |
| 2.               | Hochfilzen           | nestartovala  | nestartovala | nestartovala | nestartovala | nestartovala | nestartovala | nestartovala | nestartovala |
| 3.               | Pokljuka             | 9.            | 5.           | 9.           | –            | –            | –            | –            |              |
| 4.               | Oberhof              | nestartovala  | nestartovala | nestartovala | nestartovala | nestartovala | nestartovala | nestartovala | nestartovala |
| 5.               | Ruhpolding           | 40.           | –            | –            | –            | 3.           | –            | –            |              |
| 6.               | Anterselva           | 3.            | 13.          | –            | –            | 1.           | –            | –            |              |
| 7.               | Nové Město na Moravě | 1.            | 3.           | –            | –            | –            | –            | –            |              |
| 8.               | Oslo                 | 2.            | –            | –            | 4.           | 4.           | –            | –            |              |
| 9.               | Chanty-Mansijsk      | 2.            | 2.           | 1.           | –            | –            | –            | –            |              |
| Celkové umístění | Celkové umístění     | 8.            | 4.           | 12.          | 8.           | 2.           | –            | 92%          |              |
| Celkové umístění | Celkové umístění     | 725 bodů (8.) |              |              |              | 2.           | –            | 92%          |              |

Sezóna 2015/16
| ČSP              | Místo            | SP            | SZ           | HZ           | IZ           | ŠT           | SŠT          | SZD          | STŘ          |
| ---------------- | ---------------- | ------------- | ------------ | ------------ | ------------ | ------------ | ------------ | ------------ | ------------ |
| 1.               | Östersund        | nestartovala  | nestartovala | nestartovala | nestartovala | nestartovala | nestartovala | nestartovala | nestartovala |
| 2.               | Hochfilzen       | 6.            | 1.           | –            | –            | –            | –            | –            | 97%          |
| 3.               | Pokljuka         | 2.            | 1.           | 11.          | –            | –            | –            | –            | 94%          |
| 4.               | Ruhpolding       | 4.            | 1.           | 1.           | –            | –            | –            | –            | 96%          |
| 5.               | Ruhpolding       | –             | –            | 3.           | 9.           | 2.           | –            | –            | 90%          |
| 6.               | Anterselva       | nestartovala  | nestartovala | nestartovala | nestartovala | nestartovala | nestartovala | nestartovala | nestartovala |
| 7.               | Canmore          | 16.           | –            | 7.           | –            | –            | –            | –            | 83%          |
| 8.               | Presque Isle     | nestartovala  | nestartovala | nestartovala | nestartovala | nestartovala | nestartovala | nestartovala | nestartovala |
| 9.               | Chanty-Mansijsk  | 36.           | 16.          | ZRU          | –            | –            | –            | –            | 80%          |
| Celkové umístění | Celkové umístění | 9.            | 5.           | 3.           | 10.          | 1.           | 2.           | 2.           | 91%          |
| Celkové umístění | Celkové umístění | 786 bodů (6.) |              |              |              | 1.           | 2.           | 2.           | 91%          |

Sezóna 2016/17
| ČSP              | Místo                | SP             | SZ | HZ | IZ | ŠT | SŠT | SZD | STŘ  |
| ---------------- | -------------------- | -------------- | -- | -- | -- | -- | --- | --- | ---- |
| 1.               | Östersund            | 4.             | 2. | –  | 1. | –  | 2.  | –   | 87%  |
| 2.               | Pokljuka             | 1.             | 1. | –  | –  | 1. | –   | –   | 94%  |
| 3.               | Nové Město na Moravě | 4.             | 7. | 2. | –  | –  | –   | –   | 85%  |
| 4.               | Oberhof              | –              | –  | 2. | –  | –  | –   | –   | 95%  |
| 5.               | Ruhpolding           | 3.             | 4. | –  | –  | 1. | –   | –   | 90%  |
| 6.               | Anterselva           | –              | –  | 2. | 1. | 1. | –   | –   | 81%  |
| 7.               | Pchjongčchang        | 1.             | 1. | –  | –  | –  | –   | –   | 100% |
| 8.               | Kontiolahti          | 2.             | 1. | –  | –  | –  | –   | 3.  | 88%  |
| 9.               | Holmenkollen         | 31.            | 9. | 9. | –  | –  | –   | –   | 82%  |
| Celkové umístění | Celkové umístění     | 2.             | 1. | 2. | 1. | 1. | 1.  | 1.  | 88%  |
| Celkové umístění | Celkové umístění     | 1211 bodů (1.) |    |    |    | 1. | 1.  | 1.  | 88%  |

Sezóna 2017/18
| ČSP              | Místo            | SP            | SZ           | HZ           | IZ           | ŠT           | SŠT          | SZD          | STŘ          |
| ---------------- | ---------------- | ------------- | ------------ | ------------ | ------------ | ------------ | ------------ | ------------ | ------------ |
| 1.               | Östersund        | nestartovala  | nestartovala | nestartovala | nestartovala | nestartovala | nestartovala | nestartovala | nestartovala |
| 2.               | Hochfilzen       | 16.           | 10.          | –            | –            | 1.           | –            | –            |              |
| 3.               | Annecy           | 2.            | 1.           | 3.           | –            | –            | –            | –            |              |
| 4.               | Oberhof          | 13.           | 7.           | –            | –            | –            | –            | –            |              |
| 5.               | Ruhpolding       | –             | –            | 2.           | 48.          | 1.           | –            | –            |              |
| 6.               | Anterselva       | 2.            | 1.           | 5.           | –            | –            | –            | –            |              |
| 7.               | Kontiolahti      | 5.            | –            | 7.           | –            | –            | –            | –            |              |
| 8.               | Holmenkollen     | 28.           | 7.           | –            | –            | 2.           | –            | –            |              |
| 9.               | Ťumeň            | 6.            | 3.           | 12.          | –            | –            | –            | –            |              |
| Celkové umístění | Celkové umístění | 4.            | 3.           | 2.           | nkl          | 1.           | –            | –            |              |
| Celkové umístění | Celkové umístění | 730 bodů (4.) |              |              |              | 1.           | –            | –            |              |

Sezóna 2018/19
| ČSP              | Místo                | SP             | SZ           | HZ           | IZ           | ŠT           | SŠT          | SZD          | STŘ          |
| ---------------- | -------------------- | -------------- | ------------ | ------------ | ------------ | ------------ | ------------ | ------------ | ------------ |
| 1.               | Pokljuka             | nestartovala   | nestartovala | nestartovala | nestartovala | nestartovala | nestartovala | nestartovala | nestartovala |
| 2.               | Hochfilzen           | nestartovala   | nestartovala | nestartovala | nestartovala | nestartovala | nestartovala | nestartovala | nestartovala |
| 3.               | Nové Město na Moravě | 2.             | 5.           | –            | –            | –            | –            | –            |              |
| 4.               | Oberhof              | nestartovala   | nestartovala | nestartovala | nestartovala | nestartovala | nestartovala | nestartovala | nestartovala |
| 5.               | Ruhpolding           | 9.             | –            | 30.          | –            | –            | –            | –            |              |
| 6.               | Anterselva           | 1.             | 2.           | 4.           | –            | –            | –            | –            |              |
| 7.               | Canmore              | –              | –            | –            | 9.           | 1.           | –            | –            |              |
| 8.               | Soldier Hollow       | nestartovala   | nestartovala | nestartovala | nestartovala | nestartovala | nestartovala | nestartovala | nestartovala |
| 9.               | Holmenkollen         | 27.            | 20.          | 16.          | –            | –            | –            | –            |              |
| Celkové umístění | Celkové umístění     | 10.            | 14.          | 13.          | 9.           |              |              |              |              |
| Celkové umístění | Celkové umístění     | 554 bodů (12.) |              |              |              |              |              |              |              |

## Vítězství v závodech světového poháru, na mistrovství světa a olympijských hrách

### Individuální
| Č.                                                         | sezóna    | datum              | místo                            | disciplína                |
| ---------------------------------------------------------- | --------- | ------------------ | -------------------------------- | ------------------------- |
| 1.                                                         | 2014/2015 | 7. února 2015      | Nové Město na Moravě, Česko      | sprint                    |
| 2.                                                         | 2014/2015 | 22. března 2015    | Chanty-Mansijsk, Rusko           | stíhací závod             |
| 3.                                                         | 2015/2016 | 12. prosince 2015  | Hochfilzen, Rakousko             | stíhací závod             |
| 4.                                                         | 2015/2016 | 19. prosince 2015  | Pokljuka, Slovinsko              | stíhací závod             |
| 5.                                                         | 2015/2016 | 9. ledna 2016      | Ruhpolding (náhr.), Německo      | stíhací závod             |
| 6.                                                         | 2015/2016 | 10. ledna 2016     | Ruhpolding (náhr.), Německo      | závod s hromadným startem |
| 7.                                                         | 2015/2016 | 6. března 2016     | Oslo, Norsko (MS)                | stíhací závod             |
| 8.                                                         | 2016/2017 | 30. listopadu 2016 | Östersund, Švédsko               | vytrvalostní závod        |
| 9.                                                         | 2016/2017 | 9. prosince 2016   | Pokljuka, Slovinsko              | sprint                    |
| 10.                                                        | 2016/2017 | 10. prosince 2016  | Pokljuka, Slovinsko              | stíhací závod             |
| 11.                                                        | 2016/2017 | 19. ledna 2017     | Anterselva, Itálie               | vytrvalostní závod        |
| 12.                                                        | 2016/2017 | 12. února 2017     | Hochfilzen, Rakousko (MS)        | stíhací závod             |
| 13.                                                        | 2016/2017 | 15. února 2017     | Hochfilzen, Rakousko (MS)        | vytrvalostní závod        |
| 14.                                                        | 2016/2017 | 19. února 2017     | Hochfilzen, Rakousko (MS)        | závod s hromadným startem |
| 15.                                                        | 2016/2017 | 2. března 2017     | Pchjongčchang, Jižní Korea       | sprint                    |
| 16.                                                        | 2016/2017 | 4. března 2017     | Pchjongčchang, Jižní Korea       | stíhací závod             |
| 16.                                                        | 2016/2017 | 11. března 2017    | Kontiolahti, Finsko              | stíhací závod             |
| 18.                                                        | 2017/2018 | 16. prosince 2017  | Annecy, Francie                  | stíhací závod             |
| 19.                                                        | 2017/2018 | 20. ledna 2018     | Anterselva, Itálie               | stíhací závod             |
| OH                                                         | 2017/2018 | 10. února 2018     | Pchjongčchang, Jižní Korea (ZOH) | sprint                    |
| OH                                                         | 2017/2018 | 12. února 2018     | Pchjongčchang, Jižní Korea (ZOH) | stíhací závod             |
| 20.                                                        | 2018/2019 | 27. ledna 2019     | Anterselva, Itálie               | závod s hromadným startem |
| – závod na mistrovství světa – závod na olympijských hrách |           |                    |                                  |                           |

### Kolektivní
| Č.                           | sezóna    | datum             | místo                     | disciplína      |
| ---------------------------- | --------- | ----------------- | ------------------------- | --------------- |
| 1.                           | 2012/2013 | 10. března 2013   | Soči, Rusko               | štafeta         |
| 2.                           | 2013/2014 | 12. prosince 2013 | Annecy, Francie           | štafeta         |
| 3.                           | 2013/2014 | 8. ledna 2014     | Ruhpolding, Německo       | štafeta         |
| 4.                           | 2014/2015 | 25. ledna 2015    | Anterselva, Itálie        | štafeta         |
| 5.                           | 2014/2015 | 13. března 2015   | Kontiolahti, Finsko (MS)  | štafeta         |
| 6.                           | 2016/2017 | 11. prosince 2016 | Pokljuka, Slovinsko       | štafeta         |
| 7.                           | 2016/2017 | 12. ledna 2017    | Ruhpolding, Německo       | štafeta         |
| 8.                           | 2016/2017 | 22. ledna 2017    | Anterselva, Itálie        | štafeta         |
| 9.                           | 2016/2017 | 9. února 2017     | Hochfilzen, Rakousko (MS) | smíšená štafeta |
| 10.                          | 2016/2017 | 17. února 2017    | Hochfilzen, Rakousko (MS) | štafeta         |
| 11.                          | 2017/2018 | 10. prosince 2017 | Hochfilzen, Rakousko      | štafeta         |
| 12.                          | 2017/2018 | 13. ledna 2018    | Ruhpolding, Německo       | štafeta         |
| 12.                          | 2017/2018 | 8. února 2019     | Canmore, Kanada           | štafeta         |
| – závod na mistrovství světa |           |                   |                           |                 |